# Iglesia de Santa María la Mayor de San Gil (Molina de Aragón)
La iglesia de Santa María la Mayor de San Gil, más conocida como iglesia de San Gil, es un templo católico situado en la ciudad de Molina de Aragón.

## Historia del templo
Algunos historiadores señalan que la primitiva iglesia de Santa María la Mayor o de Santa María de San Gil fue construida en los siglos XII o XIII, y que fue uno de los primeros templos edificados en la ciudad durante la reconquista del señorío de Molina, aunque su existencia no está documentada en el siglo XIV, pero sí a finales del siglo XV. La primitiva iglesia, en opinión de algunos autores, era un templo románico sencillo, edificado sobre terreno blando y movedizo, y con una «torre airosa y altísima» que alcanzó fama en toda España por su inclinación, al igual que la torre de Pisa en Italia.
También consta que los procuradores generales del Común de Villa y Tierra de Molina de Aragón juraban sus cargos en este templo ante el corregidor de la ciudad, que elegía a aquel de los tres aspirantes que considerara más capacitado para desempeñar el cargo, basándose en su «edad, sabiduría y fortuna personal».
Hacia 1524 comenzó a edificarse la nueva iglesia de San Gil, en un estilo, como señalan algunos autores, «de decadente y fácil gótico, con un mucho de ramplón renacentista», y consta además que a mediados del siglo XVI los recios muros del templo y la nueva capilla mayor ya habían sido construidos. En 1572, la desaparecida iglesia de Santa Cruz de Molina de Aragón fue unida a la iglesia de San Gil.
A pesar de que la sede del Cabildo de clérigos de Molina de Aragón se encontraba en la iglesia de San Martín, la contaduría y el archivo del Cabildo se custodiaban en la iglesia de San Pedro, y en el siglo XVII fueron trasladados a la iglesia de San Gil, y en la actualidad, el archivo se custodia, junto con otros fondos, en el ayuntamiento de la ciudad.
En el siglo XVII, la iglesia de San Gil recibió la advocación de Santa María la Mayor, que mantiene en la actualidad, y en esa época ya era el templo más importante de Molina de Aragón, y muchas familias nobles molinesas hicieron grandes donaciones al templo y edificaron varias capillas, por lo que la iglesia contaba con numerosos ornamentos, obras de orfebrería, altares, cuadros y retablos. Además, el templo fue elegido como lugar de sepultura por numerosos nobles, y contenía numerosas lápidas y enterramientos.
La capilla del Cristo de las Victorias, estaba presidida por una imagen de Cristo llamada así, que había estado colocada en el altar mayor de la primitiva iglesia, y que en el siglo XVII pasó a presidir la capilla edificada por Antonio de Peñalosa, regidor de Molina de Aragón. Esta capilla fue edificada por el maestro de obras Juan de Aguas, que murió tras caerse de un andamio mientras la construía.
Otra capilla destacada del templo era la de la Virgen del Pilar, cuyo altar disfrutaba de un privilegio apostólico por el que cada misa oficiada en él por un miembro del Cabildo de clérigos de la ciudad permitiría que un alma saliera del Purgatorio. Además, la iglesia contaba con dos relojes, como señal de riqueza y «modernismo», y con un destacado órgano, construido hacia 1600 por un «fraile pasajero», del que se afirmaba que «de su tamaño no hay otro más perfecto en España, y si se hubiera de querer dar lo pesarían a oro algunas catedrales».
Además, el párroco de la iglesia de San Gil lo era también de los lugares de Castellote, Valsalobre, Prados Redondos, Chera, Otilla y Aldehuela, y así fue hasta finales del siglo XV o principios del siglo XVI, en que el párroco y vicario Pedro Alonso entregó a varios de sus sobrinos y familiares algunos de esos beneficios eclesiásticos, como el de Prados Redondos, lo que perjudicó a la parroquia de San Gil.
En 1811, durante la Guerra de la Independencia Española, la iglesia fue saqueada por las tropas francesas, y en 1915 un incendio destruyó completamente el interior del templo y también numerosas obras de arte, por lo que hubo de ser reconstruido, siendo inaugurado el 29 de septiembre de 1924.

## La iglesia de Santa María la Mayor de San Gil
El templo, que es de grandes dimensiones, cuenta con dos portadas manieristas del siglo XVI. En la capilla mayor de la iglesia está colocado el escudo de armas de Jaime Malo, y en la actualidad la obra de arte más destacada del templo es su retablo mayor, que fue colocado hacia 1980 y procede del desaparecido municipio de El Atance, que desapareció tras la construcción del Embalse de El Atance. El retablo mayor es de estilo renacentista y fue ejecutado en el siglo XVII por miembros de la Escuela de Sigüenza.
En el siglo XIX, tras la Desamortización de Mendizábal, los restos mortales de Blanca Alfonso de Molina, que era señora de Molina y Mesa, hija del infante Alfonso de Molina, y nieta del rey Alfonso IX de León, fueron trasladados desde el monasterio de San Francisco de Molina de Aragón a la iglesia de San Gil, donde fueron depositados en una urna situada en el lado del Evangelio del presbiterio, aunque desaparecieron, junto con numerosas obras de arte, durante el grave incendio que destruyó completamente el interior de la iglesia en 1915.

## La torre
El licenciado Francisco Núñez, vicario del arciprestazgo de Molina y abad del Cabildo de clérigos de Molina de Aragón, señaló en su obra, titulada Archivo de las cosas notables de Molina, que a finales del siglo XV la torre de la iglesia de San Gil:

Estaba tan torcida que parecía increíble que no se cayera pues era tan oblicua y trastornada que pareciase tener en el aire y ponía temor verse cualquiera debajo de ella.

También señaló Francisco Núñez que en cierta ocasión en que el rey Fernando II de Aragón pasó por la ciudad de Molina, quiso ver la torre inclinada de San Gil, y el historiador señala que el monarca aragonés puso «las puntas de los pies y la tripa pegada a la misma torre, y no se podía tener si no le ayudaban». A principios del siglo XVII, un maestro de obras llamado Juan Fernández, que había adquirido cierta reputación en Molina de Aragón por haber edificado la capilla de los Garcés de Marcilla en el monasterio de San Francisco de dicha ciudad, se comprometió a edificar una nueva torre que hiciera olvidar la fama de la anterior y, aunque comenzó las obras, falleció al poco tiempo sin haberlas concluido.
Tras la muerte del maestro de obras, un yerno del difunto y otros canteros continuaron edificando la torre, pero debido a su impericia y a sus cálculos incorrectos, lo que llevaban construido se derrumbó, debido a la inestabilidad del terreno, y poco después otros maestros de obras reemprendieron la construcción, pero aunque se llegaron a gastar 6.000 ducados, la torre quedó inconclusa.